# 埃克托尔·科斯塔
埃克托尔·J·科斯塔·马西罗尼（西班牙語：Héctor J. Costa Massironi，1929年7月30日—2010年5月23日），乌拉圭男子篮球运动员。
他曾代表乌拉圭参加1952年夏季奥运会、1956年夏季奥运会和1960年夏季奥运会男子篮球比赛，分别获得铜牌、铜牌、第八名。